# Francisco Ugaz
Francisco Ugaz (* 6. Dezember 1984) ist ein peruanischer Badmintonspieler.

## Karriere
Ugaz nahm erstmals im Jahr 2005 an den Badminton-Weltmeisterschaften teil. 2007 wurde er Fünfter bei den Panamerikanischen Spielen. Er siegte 2007 bei den Ecuador International. Bei den Giraldilla International 2007 belegte er Rang zwei. Im Jahr 2008 siegte er bei den Peru International. Im Jahr 2009 belegte er bei der peruanischen Badmintonmeisterschaft Rang drei.

## Sportliche Erfolge
| Saison | Veranstaltung         | Disziplin    | Platz | Name                                 |
| ------ | --------------------- | ------------ | ----- | ------------------------------------ |
| 2007   | Ecuador International | Herrendoppel | 1     | Francisco Ugaz / Juan José Espinosa  |
| 2008   | Peru International    | Herrendoppel | 1     | Francisco Ugaz / José Antonio Crespo |